# Lakam
ha-Lischka le-Kischrej Mada (hebräisch הלשכה לקשרי מדע, dt.: Büro für wissenschaftliche Verbindungen) bzw. abgekürzt Lakam (hebräisch לק״מ) war ein israelischer Nachrichtendienst zum Schutz und zur Unterstützung des israelischen Nuklearprogramms. Die 1957 unter der Bezeichnung „Büro für Spezialaufgaben“ gegründete Dienststelle wurde 1986 aufgelöst, nachdem der Marine-Nachrichtenoffizier Jonathan Pollard wegen Spionage zugunsten Israels verhaftet worden war.

## Gründung
Die nachrichtendienstliche Abschirmung des streng geheimen israelischen Nuklearprogramms überwachten zunächst Mossad und  Aman. Nach Ansicht des Ministerpräsidenten David Ben Gurion sowie seines Hauptberaters für Verteidigungsangelegenheiten Schimon Peres bestand dennoch ein Bedarf an der Errichtung eines neuen Dienstes, der in der Lage wäre, eine absolute Sicherheit der Nuklearinformationen zu gewährleisten. Die Gründung des Lakam im Jahr 1957 durch Ausgliederung aus der Struktur des Verteidigungsministeriums wurde streng geheim gehalten. Anfangs wusste selbst der höchste Chef der israelischen Nachrichtendienste Isser Harel nichts von der Existenz des Lakam. Informanten der Agentur waren wissenschaftliche Attachés der Botschaft Israels in den Vereinigten Staaten und in Europa sowie israelische Wissenschaftler, auf die ein gewisser Druck ausgeübt wurde, um aus den im Ausland erworbenen Informationen einen patriotischen Nutzen zu ziehen. Lakam führte die Aufsicht über den Bau des offiziell als Textilfabrik deklarierten Kernreaktors im Negev. Erster Leiter des Lakam war Benjamin Blumberg. Es trug zunächst den Namen Büro für Spezialaufgaben, erst später benannte man es in Büro für wissenschaftliche Verbindungen um.

## Spionage ausländischer Dienste
Israel begann während der Konsultationen mit Großbritannien und Frankreich zur Vorbereitung von deren Intervention in der Suezkrise 1956, sich für den Kauf eines französischen Reaktors zu interessieren. Die Bestrebungen blieben zwar erfolglos, doch Frankreich stand daher den Bautätigkeiten im Negev argwöhnisch gegenüber. Agenten des französischen Nachrichtendienstes (SDECE) versuchten, ins Baugebiet einzudringen. Besorgnis zeigten auch die US-amerikanischen Nachrichtendienste, besonders die Central Intelligence Agency sowie die Defense Intelligence Agency, die die Daten der Bildaufklärung des Baugebietes analysierten. Die USA und Frankreich verhielten sich skeptisch zu offiziellen Verlautbarungen der israelischen Regierung, die den Bau von Kernwaffen bestritt. Frankreich schränkte daher seine Hilfe für das israelische Nuklearforschungsprogramm radikal ein.

## Uranbeschaffung
Trotz der Beobachtung durch ausländische Dienste gelang es Lakam, eine Quelle für die Rohstoffversorgung zu finden: die Firma Nuclear Materials and Equipment Corporation (NUMEC) aus dem Dorf Apollo in Pennsylvania.
Im Jahre 1965 entdeckte die US-Atomenergiekommission, dass die die amerikanischen Kernreaktoren mit Brennstoff versorgende NUMEC 91 Kilogramm angereicherten Urans „verloren hatte“. Der amerikanische Nachrichtendienst deckte bald die Beziehungen der Firma zum Wissenschaftsattaché der israelischen Botschaft in Washington, D.C. auf, der für Lakam tätig war. Die NUMEC-Affäre brachte die Vereinigten Staaten zur Erkenntnis, dass Israel am Bau von Nuklearwaffen arbeitete.
Die nächste Menge an Uran sicherte zusammen mit dem Mossad die Operation Plumbat: Gegen Ende 1968 stach der in der Bundesrepublik Deutschland registrierte Frachter „Scheersberg A“ von Antwerpen nach Genua mit einer Ladung von 200 Tonnen Uranoxid in See, die scheinbar für eine deutsche Firma gekauft worden war. Das Schiff fand sich nach einiger Zeit mit leeren Laderäumen im Hafen von İskenderun wieder, das Uranoxid war auf offener See in ein israelisches Schiff umgeladen worden.

## Führungswechsel und Aufgabenerweiterung
Als Benjamin Blumberg 1981 ausschied, wurde Rafi Eitan sein Nachfolger. Eitan war Berater des Ministerpräsidenten Menachem Begin für Angelegenheiten des Kampfes gegen den Terrorismus und hatte die Mossad-Operation zur Verhaftung von Adolf Eichmann geführt. Als Chef des Lakam unterstand er Verteidigungsminister Ariel Scharon. Dieser ließ Lakam in Konkurrenz zum Mossad ausbauen und weltweit agieren. Ziel der Operationen der Agentur war u. a. die USA, womit Vereinbarungen zwischen den USA und Israel unterlaufen wurden.

## Pollard-Affäre und Auflösung
Lakams Aktivitäten wären wohl weiterhin im Unbekannten geblieben, wenn nicht im November 1985 der Name Eitans in einigen durch das Federal Bureau of Investigation abgehörten Telefongesprächen von Jonathan Pollard gefallen wäre. Dieser zivile Analytiker der US-Marinestrafverfolgungsbehörde hatte einem israelischen Diplomaten in New York City Spionagedienste angeboten. Der Mossad ignorierte dieses Angebot, doch Lakam interessierte sich dafür. Eitan traf sich mit dem von ihm zum Führungsoffizier Pollards bestellten israelischen Wissenschaftsattaché und instruierte ihn insbesondere, an welchen Materialien Israel Interesse hatte. In Frage kamen tausende Dokumente verschiedener Art, die Pollard hinaus trug und kopierte und anschließend ins Archiv zurückbrachte. Nach der Verhaftung Pollards erklärte die Regierung Israels offiziell, dass die ganze Operation ohne ihr Wissen stattgefunden habe. Der amerikanische Geheimdienst verdächtigte von Anfang an den Mossad, der jedoch seinerseits den Bericht Pollards für Dilettantismus hielt, der die professionelle Reputation des Mossads beschädigte. Schimon Peres bestritt als israelischer Ministerpräsident, dass er davon gewusst habe, dass ein für den von ihm gegründeten Dienst arbeitender US-Bürger die Quelle der Informationen gewesen sei, die ihn erreicht hätten. Eitan erklärte in einem Interview für die israelische Zeitung  Chadaschot, dass alle Aktivitäten der Lakam einschließlich der Lenkung Pollards, mit Wissen der Vorgesetzten stattgefunden hätten. Nach der Affäre wurde Lakam 1986 aufgelöst. Nachdem eine Untersuchungskommission 1987 zu dem Schluss gekommen war, dass es im israelischen Interesse sei, für die Ereignisse die Verantwortung zu übernehmen, gab 1998 der damalige israelische Ministerpräsident Benjamin Netanjahu zu, dass Pollard als Spion für Israel tätig gewesen war.